# Rechberg, Perg
Rechberg là một đô thị thuộc huyện Perg thuộc bang Oberösterreich, Áo. Đô thị Rechberg, Perg có diện tích 13,8 km², dân số thời điểm năm 2006 là 915 người.